# Kostas Axelos
Kostas Axelos (26. června 1924 – 4. února 2010) byl řecký filozof působící ve Francii, byl ovlivněn fenomenologií, Heideggerem, marxismem a Nietzschem. Narodil se v Aténách, jeho otec byl lékař, matka patřila do staré athénské aristokratické rodiny Xirotagaros.
Nejnaléhavější podstatné otázky se dle Axelose týkají nihilismu a vztahu mezi lidskými hrami a hrou světa spočívající v současné přítomnosti smrti a života. Ve vesmíru, podrobeném technikou a směřujícím ke státnímu byrokratickému kapitalo-socialismu, musí být i osamělému mysliteli umožněno zkoumat tento vztah mezi člověkem a světem, vystříhat se naděje i beznaděje, protože pesimismus i optimismus jsou ve skutečnosti dvojčata, a to obě mrtvá.

## Dílo
- Marx jako myslitel techniky, 1961
- Hérakleitos a filozofie, 1962
- K planetárnímu myšlení, 1964
- Hra světa, 1969
- Za problematickou etiku, 1972
- Rozhovory, 1973
- Příspěvek k logice, 1977